# Katana (DC Comics)
Katana (Tatsu Yamashiro (山城 たつ, Yamashiro Tatsu)) é uma personagem de histórias em quadrinhos publicadas pela editora norte-americana DC Comics. A personagem fez sua estreia no cinema no filme Esquadrão Suicida de 2016, retratado pela atriz Karen Fukuhara.

## Histórico de publicação
Katana apareceu pela primeira vez em The Brave and the Bold #200 (datado de julho de 1983) e foi criada pelo escritor Mike W. Barr e o artista Jim Aparo.
Em fevereiro de 2013, Katana recebeu sua própria série escrita por Ann Nocenti e com arte de Alex Sanchez. Este livro é considerado pela DC como parte "Quarta Onda" dos Novos 52 títulos. Katana durou por dez edições. A edição final foi lançada em 11 de dezembro de 2013.

## Biografia do personagem fictício

### Tornando-se Katana
Tatsu Yamashiro (山城 たつ) tem uma história trágica. Após ter seu marido e filhos assassinados pela Yakuza, ela se dedicou às artes marciais a fim de vingá-los, Tatsu treinou artes marciais e, mais tarde, encontrou uma espada mística - Katana - que podia absorver magicamente as almas de suas vítimas. Passando a chamar-se Katana, Tatsu passou a lutar contra a máfia japonesa e aliou-se aos Renegados de Batman. Tempos depois, passou a ser guardiã da adolescente Halo. Após a dissolução do grupo original, Katana continuou a lutar contra o crime, aliando-se novamente, tempos depois, aos novos Renegados.

## Poderes e Habilidades
Katana possui habilidades em artes marciais e manejo de espadas, devido ao fato de ter se tornado uma samurai quando ainda era criança.Todas essas habilidades foram melhoradas durante o tempo em que ela treinou ao lado do Batman, enquanto ainda era membro dos Renegados.
Nos quadrinhos também fez parte dos seguintes grupos: Aves de Rapina Renegados I
Renegados 2
Renegados III Renegados IV.

## Outras mídias
Katana apareceu na série Arrow (adaptação dos quadrinhos do Arqueiro Verde), sendo recorrente na 3ª temporada e fazendo uma pequena participação na 4ª temporada, sendo interpretada pela atriz Rila Fukushima.
Katana aparece no filme Esquadrão Suicida; ainda que nos quadrinhos ela nunca havia sido membro do Esquadrão Suicida. No filme ela é uma voluntária para fazer parte do esquadrão, principalmente para ser "guarda-costas" do Rick Flag. Interpretada pela atriz Karen Fukuhara.
Em DC Super Hero Girl, Katana é uma das protagonistas junto com Batgirl, Supergirl, Mulher Maravilha, Harley Quinn e Hera Venenosa.
A Katana também apareceu no terceiro episódio da 2º temporada de DC's legends of tomorrow.